# بورش64
بورش 64 هي أول سيارة لشركة بورش أُنتجت سنة 1938.
كان من المقرر أن تشارك هذه السيارة في سباق برلين-روما عام 1939 لكن هذا لم يحدث بسبب الحرب العالمية الثانية.
1. ↑  وصلة مرجع: https://rmsothebys.com/en/auctions/mo19/monterey/lots/r0031-1939-porsche-type-64/776606.